# وست فارگو (داکوتای شمالی)
وست فارگو(به انگلیسی: West Fargo) شهری در ایالت داکوتای شمالی کشور ایالات متحده آمریکا است که جمعیت آن در سرشماری سال ۲۰۱۰ میلادی، ۲۵٬۸۳۰ نفر بوده‌است.